# Rembert Unterstell
Rembert Unterstell (* 1960 in Recklinghausen; † 23. April 2025) war ein deutscher Wissenschaftsjournalist, Autor und Historiker.

## Leben
Unterstell legte sein Abitur am Hittorf-Gymnasium ab. Danach leistete er Zivildienst in einer Ambulanz für Alten- und Krankenpflege in Recklinghausen. Er studierte ab 1981 Geschichte und Germanistik, später auch Psychologie und Publizistik an der Universität Marburg. Er schloss das Studium mit dem Ersten Staatsexamen ab. Seine Staatsexamensarbeit hatte die soziale Entwicklung und die politische Orientierung des Mittelstands in der Weimarer Republik zum Thema und wurde 1989 veröffentlicht. Seine nachfolgende geschichtswissenschaftliche Forschungsarbeit wurde durch ein Immanuel-Kant-Stipendium und ein Jakob-Grimm-Stipendium gefördert. Mit einem Promotionsstipendium der Alfried Krupp von Bohlen und Halbach-Stiftung wurde er 1995 bei Roderich Schmidt in Marburg promoviert. Seine Dissertation befasste sich mit der pommerschen Geschichtsschreibung im 19. und 20. Jahrhundert. Anschließend war er Lehrbeauftragter an der Universität Marburg.
Seit Studientagen schrieb Rembert Unterstell kontinuierlich für Tages- und Wochenzeitungen. Er erhielt 1988 für einen wissenschaftsjournalistischen Beitrag den Ersten Preis im Bundeswettbewerb „Reporter der Wissenschaft“. Nach der Promotion war er zunächst in der Öffentlichkeitsarbeit am Marburger Herder-Institut tätig. Anschließend war er zwei Jahre Redakteur beim Deutschen Studentenwerk (DSW) in Bonn. Seit 2000 arbeitete er für die Deutsche Forschungsgemeinschaft (DFG) in Bonn-Bad Godesberg, zunächst mit Akzent in der Pressearbeit. Er wurde Direktor in der Stabsgruppe Presse- und Öffentlichkeitsarbeit. Von 2007 bis zu seinem Tod war er Chef vom Dienst und für die Redaktion der DFG-Zeitschriften forschung und german research zuständig.
Unterstell war Mitglied im Programmbeirat der „Wissenswerte“, der europaweit größten Konferenz für Wissenschaftsjournalismus. Er war in der Volontärsausbildung ebenso wie in der wissenschaftsjournalistischen Weiterbildung tätig. Darüber hinaus arbeitete er nebenberuflich als freier Autor, Publizist und Moderator.

## Auszeichnungen
- 1984 Kurzgeschichten-Preis der Stadt Recklinghausen
- 1988 Erster Preis im Bundeswettbewerb „Reporter der Wissenschaft“ des Bundesministeriums für Forschung und Technologie, des Bundespresseamtes und der Stiftung Jugend forscht für den Beitrag „Wenn Daddeln zur Krankheit wird. Zwischen Sucht und neurotischer Störung – das pathologische Spielen an Geldspielautomaten“[3]
- 1989 Immanuel-Kant-Stipendium des Bundesministers des Innern[4]
- 1991 Jakob-Grimm-Stipendium des Bundesministeriums für innerdeutsche Beziehungen[5]
- 1993/94 Promotionsstipendiat der Alfried Krupp von Bohlen und Halbach-Stiftung[6]

## Publikationen (Auswahl)
- Science Center. Wissen als Erlebnis. In: Aus Politik und Zeitgeschichte 63 (2013), H. 18–20, S. 35–41.
- Wissen to go? Science Center und „Centermania“. In: Gegenworte – Hefte für den Disput über Wissen. Hrsg. von der Berlin-Brandenburgischen Akademie der Wissenschaften 28 (2012) 2, S. 64–66.
- Geschichte am Neuen Markt. Das Zentrum für Zeithistorische Forschung in Potsdam. In: Einblicke – Geistes- und Sozialwissenschaften in der DFG. Hrsg. v. Jutta Rateicke, Lemmens, Bonn 2003, S. 133–144.
- Provinziale Altertumsgesellschaft, regionaler Geschichtsverein und landesgeschichtliche Kommission. Zur Institutionalisierung der außeruniversitären Landesgeschichte in der preußischen Provinz Pommern. In: Roderich Schmidt (Hrsg.): Tausend Jahre pommersche Geschichte, Böhlau, Köln/Weimar/Wien 1999, S. 369–386.
- Lokalgeschichte zwischen Heimathistorie und Politik. Der pommersche Geschichtsschreiber und historische Publizist Erich Gülzow (1888–1954). In: Jahrbuch des Bundesinstituts für ostdeutsche Kultur und Geschichte 4 (1996), S. 191–202.
- Martin Wehrmann (1861–1937) als Historiograph Pommerns. Ein Porträt. In: Zeitschrift für Ostmitteleuropa-Forschung 44 (1995), S. 375–390.
- Landesgeschichte in kulturhistorischer Sicht. Der Beitrag Ernst Bernheims zur deutschen Landeshistoriographie. In: Werner Buchholz, Günter Mangelsdorf (Hrsg.): Land am Meer – Pommern im Spiegel seiner Geschichte. Roderich Schmidt zum 70. Geburtstag (= Forschungen zur pommerschen Geschichte. Bd. 29), Böhlau, Köln/Weimar/Wien 1995, S. 17–40.
- Klio in Pommern. Die Geschichte der pommerschen Historiographie 1815 bis 1945 (= Mitteldeutsche Forschungen. Bd. 113), Böhlau, Köln/Weimar/Wien 1995 (Zugl.: Marburg, Univ., Diss., 1995), ISBN 3-412-14495-9.
- Mittelstand in der Weimarer Republik. Die soziale Entwicklung und politische Orientierung von Handwerk, Kleinhandel und Hausbesitz 1919–1933. Ein Überblick. Peter Lang, Frankfurt am Main/Bern/New York/Paris 1989, ISBN 3-631-42054-4.
- Außerdem etwa fünfzig Beiträge, hauptsächlich Rezensionen in Fachzeitschriften, darunter Historische Zeitschrift, Archiv für Sozialgeschichte, Kölner Zeitschrift für Soziologie und Sozialpsychologie, Archiv für Kulturgeschichte, Jahrbuch für die Geschichte Mittel- und Ostdeutschlands, Zeitschrift für Ostmitteleuropa-Forschung, Publizistik usw.